# Tabalosos
Tabalosos és una localitat peruana situada a la regió de San Martín, província de Lamas, districte de Tabalosos. És així mateix capital del districte de Tabalosos. Es troba a una altitud de 648 msnm.
És una població anterior a l'arribada dels espanyols el 1654, com també tenen un origen anterior poblacions com Motilones o Xibaros.
La patrona del municipi és la Mare de Déu de la Nativitat de Tabalosos, de la qual es venera una imatge que segons una inscripció es va fer a Nàpols i que data del 1790. La festa se celebra el 8 de setembre.
El 1862 tenia 1057 habitants i el 1876 en tenia 1412. Té una població de 6642 en 1993.